# L'ultima della tribù
L'ultima della tribù (The Last of the Tribes) è una scultura neoclassica marmorea dell'artista statunitense Hiram Powers, realizzata tra il 1867 e il 1872. L'opera si trova al museo di belle arti di Houston dal 2001. Una seconda versione si trova allo Smithsonian American Art Museum di Washington.

## Storia
Anche se egli realizzò molti busti, Powers era noto per le statue a figura intera, come Eva sconsolata e La schiava greca, entrambe aventi come soggetto un nudo artistico. L'ultima della tribù, appunto, fu l'ultima scultura a figura intera portata a termine da Hiram Powers. Tuttavia, all'epoca le opere aventi come soggetto un nudo artistico, anche seminudo, erano disapprovanti e Powers venne criticato dalla maggior parte della società; ciononostante, la sua arte era comunque apprezzata da alcuni di coloro che ammiravano le sue opere. 

## Descrizione
La statua raffigura una giovane nativa americana seminuda che corre voltando la testa leggermente di lato. Secondo lo stesso Powers, la ragazza sta correndo allarmata e guarda indietro terrorizzata, mentre "fugge dalla civiltà". L'opera illustra la percezione, all'epoca popolare, dei nativi americani come dei "selvaggi buoni" condannati all'estinzione perché la loro cultura tradizionale era minacciata dall'espansione verso occidente degli Stati Uniti d'America. La giovane indossa una gonna squisitamente dettagliata, con dei motivi a rombi e nappe che riflettono il senso del movimento. La modella non era un'amerindia, bensì una ragazza italiana. Le linee ondulate e aggraziate catturano tutta l'essenza della forma e del comportamento della figura.
L'ultima della tribù ottenne più popolarità dopo essere stata inserita nel catalogo del 2003-2004 realizzato dallo United States Academic Decathlon, in quanto il tema prevalente di quell'anno era la spedizione di Lewis e Clark.